# Carepa
Carepa – miasto i gmina w północno-zachodniej Kolumbii, w departamencie Antioquia. W 2010 roku miasto liczyło 35 137 mieszkańców.